# Koninklijke Opera (Stockholm)

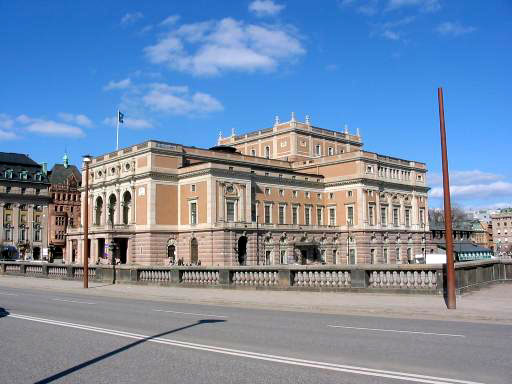
De koninklijke opera in Stockholm.

De Koninklijke Opera (Zweeds: Kungliga Operan) is het nationale podium voor opera en ballet van Zweden. Het gebouw ligt in het centrum van Stockholm, in het stadsdeel Norrmalm. Ongeveer 60% van de voorstellingen is opera, en 40% ballet.
Het gebouw werd geopend door de koning Gustaaf III van Zweden en op 18 januari 1773 werd het eerste operastuk opgevoerd (het eerste operastuk ooit in het Zweeds).
Het gebouw geldt als magnum opus van de Zweedse architect Carl Fredrik Adelcrantz (1716-1796).